# Режівський міський округ
Режівськи́й міський округ (рос. Режевской городской округ) — адміністративна одиниця Свердловської області Російської Федерації.
Адміністративний центр — місто Реж.

## Населення
Населення міського округу становить 47502 особи (2018; 48435 у 2010, 50537 у 2002).

## Склад
До складу міського округу входять 31 населений пункт, які утворюють 9 територіальних відділів адміністрації:
| Населений пункт                      | Населення, осіб (2002) | Населення, осіб (2010) |
| ------------------------------------ | ---------------------- | ---------------------- |
| Арамашківський територіальний відділ |                        |                        |
| Арамашка, село                       | 695                    | 702                    |
| Жуково, присілок                     | 48                     | 49                     |
| Сохарьово, присілок                  | 169                    | 134                    |
| Глинський територіальний відділ      |                        |                        |
| Глинське, село                       | 1298                   | 1187                   |
| Голендухіно, присілок                | 262                    | 294                    |
| Ощіпково, присілок                   | 196                    | 159                    |
| Першино, село                        | 96                     | 84                     |
| Спартак, селище                      | 0                      | 0                      |
| Чепчугово, присілок                  | 4                      | 1                      |
| Клевакінський територіальний відділ  |                        |                        |
| Гуріно, присілок                     | 2                      | 4                      |
| Каменка, село                        | 255                    | 264                    |
| Клевакінське, село                   | 1172                   | 1202                   |
| Точильний Ключ, село                 | 1                      | 1                      |
| Леньовський територіальний відділ    |                        |                        |
| Леньовське, село                     | 643                    | 587                    |
| Нові Кривки, присілок                | 27                     | 17                     |
| Липовський територіальний відділ     |                        |                        |
| Глухарьово, присілок                 | 21                     | 22                     |
| Кучки, присілок                      | 0                      | 0                      |
| Липовка, селище                      | 87                     | 62                     |
| Липовське, село                      | 1095                   | 1103                   |
| Мостова, присілок                    | 39                     | 44                     |
| Соколово, присілок                   | 64                     | 51                     |
| Фірсово, село                        | 193                    | 182                    |
| Озерний територіальний відділ        |                        |                        |
| Костоусово, селище                   | 333                    | 330                    |
| Крутіха, селище                      | 63                     | 74                     |
| Озерний, селище                      | 899                    | 896                    |
| Останинський територіальний відділ   |                        |                        |
| Останино, село                       | 736                    | 774                    |
| Режівський територіальний відділ     |                        |                        |
| Реж, місто                           | 39881                  | 38215                  |
| Череміський територіальний відділ    |                        |                        |
| Воронино, присілок                   | 92                     | 37                     |
| Колташі, присілок                    | 112                    | 135                    |
| Октябрське, село                     | 324                    | 327                    |
| Череміське, село                     | 1730                   | 1498                   |

## Найбільші населені пункти
| № | Населений пункт | Населення, осіб (2002) | Населення, осіб (2010) |
| - | --------------- | ---------------------- | ---------------------- |
| 1 | Реж             | 39 881                 | 38 215                 |
| 2 | Череміське      | 1 730                  | 1 498                  |
| 3 | Клевакінське    | 1 172                  | 1 202                  |
| 4 | Глинське        | 1 298                  | 1 187                  |
| 5 | Липовське       | 1 095                  | 1 103                  |